# Vilas del Turbón
Vilas del Turbón es un lugar español del municipio de Torre la Ribera, en la provincia de Huesca, Aragón.

## Geografía
Es la población más alta del valle de la Ribera, con diferentes barrios diseminados en  cientos de metros por ambas laderas del valle, entre los 1300 y los 1400 metros sobre el nivel del mar. 
Estos  cinco barrios están situados en las dos laderas del barranco de la Torcida, en las faldas del Macizo del Turbón, entre la bajante oriental y la occidental del tuzal Cuaderco. Los barrios son Cercurán, Vileta, Islas, Balneyario y Campo Garuz el más alto, donde está la casa Garuz, Bien de Interés Cultural.

## Demografía
| Gráfica de evolución demográfica de Vilas del Turbón entre 2000 y 2021 |
|                                                                        |
| Datos según el nomenclátor publicado por el INE.                       |

## Lugares de interés
Por un lado encontramos Casa Garuz, Es una casa con torre que data del primer cuarto del siglo XVIII. Declarada B.I.C. por la Comunidad Autónoma de Aragón y es reproducida en el Pueblo Español de Barcelona.
También encontramos el balneario de las Villas del Turbón, de principios del siglo XX, y que es el atractivo principal de la población. Por último, en este lugar se halla la planta embotelladora de aguas de la empresa Aguas Vilas del Turbón, S.A.